# Siège du château de Kurokawa
Le siège du château de Kurokawa se déroule en 1589 au cours de l'époque Azuchi Momoyama (XVIe siècle) de l'histoire du Japon.
À la suite de l'assassinat d'Ashina Moritaka, Ashina Morishige, fils de Satake Yoshishige, est choisi pour prendre la tête du clan Ashina. De nombreux vassaux de ce clan font défection vers celui des Date. Date Masamune, rival du clan Ashina depuis de nombreuses années, saisit l'occasion pour envahir les territoires des Ashina. Masamune s'empare du château de Kurokawa  sans difficultés.

## Source de la traduction
- (en) Cet article est partiellement ou en totalité issu de l’article de Wikipédia en anglais intitulé « Siege of Kurokawa Castle » (voir la liste des auteurs).